# خاویر اوترو
خاویر اوترو (انگلیسی: Javier Otero؛ زادهٔ ۱۸ نوامبر ۲۰۰۲) بازیکن فوتبال است.